# Donje Pazarište
Donje Pazarište – wieś w Chorwacji, w żupanii licko-seńskiej, w mieście Gospić. W 2011 roku liczyła 125 mieszkańców.